# 小行星3236
小行星3236（3236 Strand）是一颗围绕太阳公转的小行星。1982年1月24日，愛德華·鮑威爾在可可尼诺县发现了此天体。
該小行星以丹麥天文學家凱·阿格·岡納爾·斯特蘭德命名。
这颗小行星的绝对星等为214.29043530227等。